# Gerard Deschamps
Gérard Deschamps (Lió, França, 10 d'octubre de 1937) és un artista plàstic autodidacta. Freqüenta les primeres galeries d'art de la rue de Seine a París. Va exhibir les seves obres tan aviat com l'any 1955, des d'aleshores va renunciar a la pintura a l'oli la que troba falta de flexibilitat, per a dedicar-se a partir del 1957 al collage i a la incorporació d'objectes a les seves imatges, especialment draps i teixits industrials japonesos.

## Trajectòria
Els seus primers treballs inclouen fotografies d'objectes extretes del catàleg Manufrance. Exposa les seves obres a partir de 1955 a la galeria Fachetti de París. Entre 1956 i 1957 exposa a la Galerie du Haut Pave a París, els seus primers collages. Es tracta de plecs fets amb draps i prisat que anunciaven el Nou realisme. Això va ser poc abans de ser enviat a Algèria, al novembre per al servei militar que va fer durant vint-i-set mesos, període en què van prendre part en el famós contraatac de 1958 i l'operació Jumelles. En aquest període coneix a Hains et Villeglé i Jacques Villeglé, i en motiu d'aquest contacte s'uneix oficialment al grup dels nous realistes el 1961, un any després de la seva fundació oficial.
Va ser Convidat per Villeglé Saló Comparaison (1961) on exhibeix els seus collages de roba interior femenina. A la Galeria Brera, participa a Anti-proces 3, on viatgen en funció col·lectiva i mostren una exposició en oposició a la guerra d'Algèria, a la que exposen artistes d'inspiració surrealista. Una de les seves obres dedicades a les dones va causar un escàndol i va ser capturat per ordre de la Direcció de Policia. A partir d'aquí comença a manifestar-se amb els nous realistes i fa la seva exposició a la galeria Samlaren a Estocolm. Aquell mateix desembre exposa amb Christo(Christo i Jeanne-Claude) a la Galerie J a París en els col·lectius Nouvelles Aventures de l'objet, organitzades per Pierre Restany.
Fins a la dècada dels 70 fa una sèrie d'exposicions a galeries com La Galleria del Leone o al Saló de lones Comparaison Magnificatsel, sense abandonar aquesta crítica i temàtica militar fins a aconseguir el seu propi llenguatge visual. La més important potser dins les seves metàfores militars, va ser la creació dels "plàtans", fets de filferro doblegat i de color, que pot ser de fins a 8 metres de llarg, aquests fan recordar les tires de les condecoracions militars. Va inventar els patrons de moaré mitjançant la superposició de reixetes de metall.
El 1970, mentre estava en desacord amb el món de l'art a París, Gérard Deschamps es va traslladar a la Châtre. La seva activitat creativa està en curs, com es veurà novament es mostra regularment des de 1978 en exposicions i galeries de París i a l'estranger.
El 1980, Deschamps va donar la seva visió d'una societat lliure, amb els seus vestits juganers, fets dels conjunts de vestits de bany, els globus, els monopatins i taules de surf, el que pot portar l'art Pop a la ment. En la dècada de 1990, va crear barreges pilota de platja de colors envasats en xarxes, i després, en 2001, els monopatins. Finalment, va presentar les seves Pneumostructures recents, que són assemblees, o no, de boies inflables, matalassos d'aire, o altres objectes relacionats amb la imaginació d'un nen.